# Topola berlińska
Topola berlińska (Populus × berolinensis) – mająca rangę gatunku grupa mieszańców międzygatunkowych powstałych w Petrowsko-Razumowskiej Akademii Rolniczej ze skrzyżowania topoli laurolistnej z topolami z sekcji Aegeiros. Zostały rozpowszechnione w całej Europie. W Polsce jest spotykana obecnie w formie dwóch odmian uprawnych oraz ich spontanicznych krzyżówek.

## Spis odmian[5]
- 'Berlin' (P. laurifolia × P. nigra 'Italica') – męski kultywar o dość zwartej koronie. W Polsce dość popularny.
- 'Petrowskyana' - (P. laurifolia × P. deltoides) – żeński kultywar o szerszej koronie. Bardzo popularny w Polsce.
- 'Rasumowskyana' - (P. laurifolia × P. × wobstii) – żeński kultywar o gładkich pędach. W Polsce uznaje się za już niewystępujący.
- 'Wobstii' - (P. laurifolia × P. trichocarpa) – żeński kultywar o białoszarej korze pnia. W Polsce nie występuje.
- 'Thracia'
- 'Schroederiana'

## Morfologia
PokrójWszystkie topole berlińskie posiadają stosunkowo wyniosły i wąski pokrój. Gałęzie sterczą ostro w górę. Dorastają do 40 m wysokości. Są gęsto ulistnione. Masowo tworzą odrosty korzeniowe i odrośla pniowe.
KoraKora ma szaro-brązową barwę. Jest mocno chropowata.
LiścieLiście mają kształt rombu (czasami są zaokrąglone u nasady). Mają do 12 cm długości. Od spodu mają jasno szaro-zieloną barwę. Podobne są do liści topoli chińskiej, jednak topola berlińska jest bardziej ulistniona, a liście są szersze poniżej połowy. Młode listki posiadają drobny puch od spodu, jednak szybko stają się nagie.